# 羅馬尼亞的瑪麗亞 (1964)
瑪麗亞公主（羅馬尼亞語：Principesa Maria，1964年7月13日—），羅馬尼亞末代國王米哈伊一世的幼女。

## 家庭背景
1995年，瑪麗亞和卡齊米日·維斯瓦夫·米茨科夫斯基（Kazimierz Wiesław Mystkowski）結婚。兩人於2003年離婚，沒有子女。